# Іринарх (Попов)
Єпископ Іринарх (в миру Яків Дмитрович Попов; 1790 — 25 вересня 1877) — єпископ Російської православної церкви, архієпископ Рязанський і Зарайський.

## Біографія
Народився близько 1790 року в селі Довгому, Курського повіту в сім'ї священика.
З 1804 року навчався в Курській семінарії.
У 1814 році поступив в Петербурзьку духовну академію.
18 липня 1817 закінчив курс Петербурзької академії зі ступенем кандидата богослов'я.
1 серпня того ж року пострижений у чернецтво; 6 серпня — висвячений у сан ієродиякона, а 8 серпня — у сан ієромонаха.
24 липня 1818 призначений інспектором Орловської семінарії. 16 вересня затверджений у ступені магістра.
18 червня 1819 відправлений в Мілан до будинкової церкви маркізи Терци, уродженої княгині Голіциної.
У серпні 1824 переміщений в Імператорську Російську місію у Флоренції.
У 1827 році переведений до Риму.
У лютому 1831 року призначений архімандритом Ярославського Толгського монастиря.
У січня 1833 року посланий з місією в Грецію до церкви в Афінах.
У 1835 році повернувся в Росію. Нагороджений орденом Володимира 3-го ступеня.
3 травня 1836 хіротонізований в єпископа Старицького, вікарія Тверської єпархії.
З 15 вересня 1836 року — єпископ Ризький, вікарій Псковської єпархії.
Служіння Ірінарха (до єпископства) за кордоном розвинуло в ньому чудове вміння поводитися з людьми і у важких обставинах тримати себе з гідністю. Саме ці якості особливо потрібні при його служінні в Ризі.
Перш за все він приступив до навернення старообрядців до єдиновірства і мав у цій справі значний успіх. При Іринархові відбулося перший масовий рух латишів до з'єднання з православною церквою. Але дії його викликали невдоволення серед німецьких баронів, які не бажали зміцнення православ'я серед латишів. Генерал-губернатор барон Пален в 1841 році почав клопотатися про переміщення владики з Риги, бачачи саме в ньому загрозу лютеранству і влади німецького дворянства в Прибалтійському краї. На Ірінарха посипалися доноси, його звинувачували в тому, що він є винуватцем нібито бунту, що починався проти уряду. Клопотання було задоволено, і єпископ Іринарх покинув Ригу.
7 жовтня 1841 звільнений за скаргою на нього ризьких поміщиків. Був вивезений з Риги майже як арештант. Проведене пізніше слідство довело невинність єпископа Ірінарха.
У тому ж 1841 році призначений єпископом Острогозьким, вікарієм Воронезької єпархії.
12 січня 1842 призначений єпископом Вологодським.
З 12 листопада 1844 року — єпископ Кишинівський. Віце-президент Тюремного комітету.
14 квітня 1845 возведений у сан архієпископа.
17 березня 1858 переміщений на Подільську і Брацлавську кафедру.
20 грудня 1863 переведений на Рязанську кафедру.
29 серпня 1867 звільнений на спокій через хворобу в Рязанський Спаський монастир.
У 1868 року переведений в Рязанський Троїцький монастир.
Помер 25 вересня 1877 року. Похований в Рязанському Троїцькому монастирі.

## Праці
- Семь слов о вере оправдывающей, о необходимости добрых дел в деле спасения, о расположении потребных в молитве и о некоторых условиях молитвы. М., 1868.
- Слова на некоторые праздничные и высокоторжественные дни. М., 1868.
- Поучительные слова на воскресные дни: Т. 1-2. М., 1866.
- Слова на девять воскресных дней, начиная с недели перед Рождеством до недели всех святых и в неделю пред Воздвижением. М., 1868.
- Поучительные слова на катихизис Православной церкви, как-то: на Символ веры, молитву Господню, заповеди Божии и евангельские блаженства: Ч. 1-4. М., 1868.
- Беседы на некоторые воскресные дни. М., 1868.
- Письма (к гр. Павлову). Риж. еп. вед., 1889, № 15, 16, 24, Ряз. еп. вед., 1898, № 7-8, с. 287.
- Историч. очерк православн. церкви в греч. королевстве, 1836.
- Проповеди (изданные в нескольких томах). Рязан. еп. вед., 1870, № 7; Странник, 1869, март; 1873, январь, с. 169.
- О положении правосл. церкви в Греции. (Христианское чтение, 1893, сентябрь, октябрь).